# Hiroyuki Tomita
Hiroyuki Tomita (jap. 冨田 洋之, Tomita Hiroyuki; * 21. November 1980 in Osaka) ist ein ehemaliger japanischer Kunstturner.
Tomita holte bei den Olympischen Spielen 2004 in Athen mit seiner Mannschaft die Goldmedaille und Silber am Barren.
Sein größter Erfolg war der Sieg im Mehrkampf bei der WM 2005. Zudem sicherte er sich ein Jahr später bei der Weltmeisterschaft in Aarhus die Silbermedaillen im Mehrkampf sowie am Barren und mit seinem Team die Bronzemedaille.
Bei der Turn-WM 2007 in Stuttgart gewann er die Silbermedaille mit seinem Team und erhielt zusätzlich noch die Auszeichnung als „elegantester Turner“. Er beendete seine Karriere im Herbst 2008.